# Turner Classic Movies

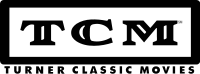
Logo

Turner Classic Movies (TCM) is een Amerikaans kabeltelevisienetwork van Warner Bros. Discovery, waarop vooral films worden vertoond zonder onderbreking door reclames. De meeste films die worden vertoond, zijn films uit de archieven van Turner Entertainment Company en Warner Bros. Entertainment, zoals die van MGM, United Artists, RKO en Warner Bros. Pictures.
TCM werd gecreëerd door Ted Turner als onderdeel van zijn Turner Broadcasting System. De eerste uitzending vond plaats op 14 april 1994 en het kanaal werd geadverteerd met de slogan uninterrupted, uncolorized and commercial-free! In 1996 fuseerde Turner Broadcasting System met Time Warner, waardoor nu vele films onder dezelfde moedermaatschappij vielen. TCM kan daarom ook films vertonen van grote maatschappijen als Universal Studios, Paramount Pictures, 20th Century Fox en Columbia Pictures. Tussen de verschillende films door worden trailers uitgezonden van andere films of van televisieseries. Ook worden korte documentaires vertoond, discussies over films, en zo nu en dan een korte serie. Te denken valt aan films als Gone with the Wind, The Wizard of Oz, Ben-Hur, Kelly's Heroes, Angels with Dirty Faces en Casablanca. De tijdspanne varieert eigenlijk van de jaren 1920 tot en met de jaren 1990.

## TCM internationaal
Sinds 1 november 2005 wordt TCM ook in Canada uitgezonden. De rest van de wereld volgde snel en tegenwoordig wordt TCM in vele landen uitgezonden. Voor enkele landen of regio's bestaan speciale versies. Zo ontvangt men TCM Asia in Azië, TCM UK met haar zusterkanaal TCM2 in het Verenigd Koninkrijk en Ierland, en bestaan voorts aparte kanalen voor Frankrijk en Spanje. In Zuid-Afrika en omgeving wordt de reguliere TCM uitgezonden via DStv.
In Nederland werd TCM uitgezonden door Ziggo in het Keuzepakket Film & Entertainment van digitale televisie, door KPN Interactieve TV in het extra pakket, door DELTA in het Plus-pakket en door UPC in het Digital Royaal pakket. Bij CanalDigitaal (familiepakket), CAIW (basispakket) en DELTA (standaardpakket) deelde TCM een kanaal met Cartoon Network en werd alleen uitgezonden tussen 21.00 en 6.00 uur. Daarnaast is TCM in de nacht te zien op het kanaal van AT5/Eredivisie Live 2 van Digitenne.
In België werd TCM uitgezonden door Belgacom TV en Telenet.
Op 31 december 2013 is TCM gestopt met uitzenden in de Benelux.